# Вегелебен
Вегелебен (њем. Wegeleben) град је у њемачкој савезној држави Саксонија-Анхалт. Једно је од 20 општинских средишта округа Харц. Према процјени из 2010. у граду је живјело 2.919 становника. Посједује регионалну шифру (AGS) 15085365.

## Географски и демографски подаци
Вегелебен се налази у савезној држави Саксонија-Анхалт у округу Харц. Град се налази на надморској висини од 103 метра. Површина општине износи 51,8 km². У самом граду је, према процјени из 2010. године, живјело 2.919 становника. Просјечна густина становништва износи 56 становника/km².